# Peter Moser (Historiker)
Peter Moser (* 1954) ist ein Schweizer Historiker. Seine Forschungsschwerpunkte sind die Agrar- und Ernährungsgeschichte im 19. und 20. Jahrhundert sowie die Geschichte und Geschichtsschreibung in Irland.

## Biografie
Von 1970 bis 1973 machte Peter Moser die Berufslehre als kaufmännischer Angestellter. Von 1974 und 1975 arbeitete er als
Kaufmännischer Angestellter in Lausanne und London. Von 1975 bis 1979 machte er eine berufsbegleitende Vorbereitung zur eidgenössischen Maturität und übte landwirtschaftliche Tätigkeit in der Praxis. Von 1979 bis 1987 absolvierte er ein
berufsbegleitendes Studium in Geschichte, deutscher Literatur und Volkswirtschaft in Bern, Dublin und Galway. Von 1987 bis 1991 unterrichtete er an der Kaufmännischen Berufsschule Bern. Von 1992 bis 1993 erhielt er ein Dissertations-Stipendium des Schweizerischen Nationalfonds. 1995 erhielt er die Promotion an der Universität Bern mit der Arbeit Agrar- oder Industriestaat? Politik, Wirtschaft und Emigration in der bäuerlichen Gesellschaft Irlands im 20. Jahrhundert. Von 1994 bis 1997 war er wissenschaftlicher Mitarbeiter des vom Nationalfonds finanzierten Forschungsprojekts «Modernisierung im Agrarsektor» an der Universität Basel. 
Von 1997 bis 2000 war er Leiter des von der Schweizerischen Gesellschaft für Geschichte organisierten, vom Nationalfonds und dem Schweizerischen Bundesarchiv finanzierten Forschungs- und Editionsprojekts «Tagebuch Markus Feldmann». 2001 bis 2002 war er wissenschaftlicher Leiter der vom Bundesarchiv und dem Museum für Kommunikation in Bern durchgeführten Ausstellung «Tagebuch einer Karriere – Karriere eines Tagebuchs» sowie Leiter Inhalt der Ausstellung «Route Agricole» an der Expo.02. 2002 war er Initiant und ist seither Leiter des Archivs für Agrargeschichte (AfA) in Bern. 2015 wurde er assoziierter Forscher am Historischen Institut der Universität Bern.

## Veröffentlichungen (Auswahl)
- mit Juri Auderset: Rausch & Ordnung. Eine illustrierte Geschichte der Alkoholfrage, der schweizerischen Alkoholpolitik und der Eidgenössischen Alkoholverwaltung (1887–2015). Eidgenössische Zollverwaltung, Bern 2016, ISBN 978-3-906211-10-7.
- mit Juri Auderset: Die Agrarfrage in der Industriegesellschaft: Wissenskulturen, Machtverhältnisse und natürliche Ressourcen in der agrarisch-industriellen Wissensgesellschaft (1850–1950). Böhlau Verlag Köln, 2018, ISBN 978-3-412-51072-5.
- Mina Hofstetter. Eine ökofeministische Pionierin des biologischen Landbaus. Oekom-Verlag, 2024, ISBN 978-3-98726-071-1.